# Susan Penelope Rosse
Susan Penelope Rosse, también conocida como Susannah Penelope Rosse, (Londres, 1652 – 1700) fue una pintora inglesa especializada en hacer retratos en miniatura.  

## Trayectoria
Susan Penélope Gibson, hija del miniaturista Richard Gibson, nació en 1652 y se crio en Londres. Creció junto al artista Samuel Cooper, con quien mantuvo una estrecha amistad durante toda su vida. Se casó con el joyero Michael Rosse y vivieron en Londres en la calle Henrietta, en la casa que fue anteriormente propiedad de Samuel Cooper.
Rosse aprendió a pintar miniaturas con su padre. Retrató a miembros de la corte de Carlos II de Inglaterra y también pintó muchos retratos de sus vecinos mientras vivía en la calle Henrietta. Su obra más notable es un retrato del historiador y teólogo políglota escocés Gilbert Burnet.